# Hambantota
Hambantota è una città dello Sri Lanka, situata nella Provincia Meridionale.

## Infrastrutture e trasporti

### Porti
Il porto di Hambantota è il secondo porto dello Sri Lanka dopo quello di Colombo.